# توران‌شاه یکم
محیی‌الدین توران‌شاه یکم، چهارمین سلطان قاوردیان و پسر قاورد که بعد از بردارش، سلطان‌شاه به سلطنت رسید و توانست به مدت ۱۳ سال بر کرمان و نواحی آن حکومت کند.

## رسیدن به حکومت
پس از سلطانشاه، برادرش عمادالدین و الدنیا تورانشاه، بر تخت حکومت کرمان نشست.
«مرگ سلطان‌شاه، جیب السیر و تاریخ برگزیده و روضة الصفا، سال وفات اورا در ۴۷۶ دانسته‌اند اما جهان آرا می‌گوید: در سنة سبع و سبعین {۴۷۷} وفات یافت؛ و چون تورانشاه در رمضان ۴۷۷/ژانویه۱۰۸۵، از بم به کرمان آمده و به سلطنت نشسته، فوت سلطانشاه طبعاً در اوایل سال ۴۷۷ باید اتفاق افتاده باشد.»
«سرای ملک بجکم ارث حق او شد و اموال به بم رفته اورا به دارالملک بردسیر آورند و در ماه رمضان سنة ۴۷۷ بر تخت قاوردی معود فرمود»
مردم از به تخت نشستن او شادمان شدند و «ساز عدلی سافت که مردم نواهای الکاف نو شروان فراموش کردند و از لطایف حسن سیرت غالیه‌ای آمیخت که عبیر عهد عمر بن عبدالعزیز در جنب آن بویی نداد»
و منصب وزارت را به ابن العلاء که بعداً وزیر ایرانشاه هم شد واگذار کرد.
در زمان حکومت تورانشاه، روابط بین سلجوقیان بزرگ و سلجوقیان کرمان کمی تیره بود. زیرا ترکان خاتون (همسر سلطان ملکشاه) در اوایل حکومت تورانشاه، سلطنت کرمان را برای خود گرفت. برای تصرف آن ولایت سرداری را فرستاد اما تورانشاه با او مقابله کرد و او را فراری داد. بنابر تاریخ کرمان (سالاریه)، در سال ۴۸۸ هجری قمری، در جنگی که ترکان خاتون فکر تسلط بر کرمان را لحظه‌ای از خود دور نمی‌کرد، سپاهی را به آنجا فرستاد؛ میان سپاه تورانشاه و سپاه اعزامی ترکان خاتون درگرفت، سرانجام لشکر ترکان خاتون شکست خورده فرار کرد اما تورانشاه که مجروح شده بود بر اثر همان جراحت درگذشت. اما بنابر کتاب ابن اثیر، در جمادی آخر ۴۸۷ ترکان خاتون سپاهش را به سرداری امیر اُنر مأمور کرد که «بلاد فارس را از توران شاه بگیرد»
اما امیر انر توانایی اداره و تدبیر امور مربوط به فارس را نداشت از این رو سپاهیانش به تورانشاه پیوستند و امیر انر متواری شد. سرانجام پس از شکست امیر انر توسط سپاهیان تورانشاه، «تورانشاه بیش از یک ماه زنده نماند و از تیری که به وی اصابت کرده بود بعد از ۱۳سال فرمانروایی در گذشت» بنابر تاریخ گزیده، تورانشاه در سال ۴۸۹ هجری قمری، از دینا رفت.

## ادبیات
شاعر معنوی در دیوان خود دربارهٔ وزیر عادل تورانشاه (که وزارت ایرانشاه راهم بر عهده داشت) قصیده‌ای دارد:
| صاحب دولت مجیر ملت صدر کفاه ناصرالدین کدخدای گیتی ستان                      |
| سید و تاج وزیران مکرم آنکه هست منعم فی کل حال مقبل فی کل شأن                |
| گوش او گویا به کرمان بشنود بی واسطه هرکجا در کشوری آید زدرویشی فغان         |
| او به کرمان است و از وجودش بهر اقلیم بست ملتی بر هر مکین و نعمتی در هر مکان |

نام این صاحب دستور است ایرانشاه را از فضایل هست در ایران و توران داستان

## اقتصاد
گفتنی است که در سکه‌ای که از تورانشاه به جا مانده‌است از او به لقب محی الدین عمادالدوله باد شده‌است. در باب جلوس تورانشاه زامباور می‌نویسد:
در کتابخانه خدیویه مصر دیناری به نام محی الدین عمادالدوله تورانشاه بن قاورد وجود دارد که روی ان ضرب «بردسیر» را دارد و سال ضرب آن احتمالاً ۴۷۴ خوانده می‌شود

## معماری
به دستور تورانشاه، تأسیسات، گرمابه، مساجد و خانقاه‌هاي فراوانی در سرزمین کرمان ساخته شد که مسجد ملک در (شهر کرمان) از آن جمله می‌باشد.
تورانشاه علاوه بر پسري به نام ايران شاه، دختري داشت كه در ميان مردم كرمان به سه عنوان به اسامي، بماناد خانم، ملك خانم و مستوره خانم معروف بود. وي همچون پدرش منشأ خير و خدمت به مردم كرمان بوده است. از آن جمله قناتي جهت وضو گرفتن نمازگزاران داير نمود كه مجراي آب آن از وسط مسجد پدرش موسوم به مسجد ملك عبور مي كرده است. همسر بماناد خانم (ملك خانم مستوره) حضرت امام زاده زيد ملقب به بابا زيد مجرد، در شهداد كرمان مي باشد.
دربارهٔ بنای مسجد ملک داستانی به نقل از کتاب «سلجوقیان وغز در کرمان» آمده که ذکر آن خالی از لطف نیست؛
از حکایت عدل ملک عادل یکی آن است که به‌غایت عمارت دوست بود و همواره اصناف محترمه در سرای او به کار بودندی و او از محاوت و مخالفت اهل مناعت و حرف تحاشی ننمودی. وقتی در شهور سنه ۴۷۸ درودگری در سرای شهر کار می‌کرد و شاگردی با وی که به اولاد ترکان مشابهتی داشت. ملک از درودگر پرسید که این کودک ترک زاده‌است؟ درودگر گفت: این مسئله حق تعالی از تو پرسد؟ ما در این _ آنوقت مقام لشکری در شهر بود و ربض هنوز نساخته» تورانشاه از این سخن مرد بسیار خشمگین شد و دستور داد ساخت مسجد و مدرسه و بیمارستان و … را داد و چون این مکالمه در روز سه شنبه رخ داد محله به نام «محله سه شنبهی» معروف شد؛ و از آن به بعد ورود سپاهیان در خانه‌های اشخاص از میان رفت.